# 해남 녹우단 비자나무 숲
해남 녹우단 비자나무 숲(海南 綠雨壇 비자나무 숲)은 대한민국 전라남도 해남군 해남읍 해남 윤씨 시조의 사당인 녹우단 뒷산에 있는 비자나무 숲이다. 대한민국의 천연기념물 제241호로 지정되어 있다.

## 개요
비자나무는 우리나라의 내장산 이남과 일본 등지에서 자란다. 잎은 두껍고 작으며 끝이 뾰족하다. 꽃은 봄에 넓게 피고 열매는 가을에 길고 둥글게 맺는다. 나무의 모양이 아름다워 관상용으로 많이 이용되며, 열매는 구충제 및 변비 치료제나 기름을 짜는데 쓰인다.
해남 연동리의 비자나무 숲은 해남 윤씨 시조의 사당 뒷산에 있으며 나무의 나이는 530년 정도로 추정된다. 윤씨의 선조가 “뒷산의 바위가 드러나면 이 마을이 가난해진다”는 유훈을 남기자 후손들이 숲의 보호에 힘썼으므로 오늘날의 모습을 유지할 수 있었다.
해남 연동리의 비자나무숲은 우리 조상들이 조성한 인공숲으로 문화적·생물학적 보존가치가 높아 천연기념물로 지정·보호하고 있다.

## 참고 자료
- 해남 녹우단 비자나무 숲 - 국가유산청 국가유산포털